# Črešnjice, Vojnik
Črešnjice este o localitate din comuna Vojnik, Slovenia, cu o populație de 57 de locuitori.